# Omorgus scutellaris
Omorgus scutellaris es una especie de escarabajo del género Omorgus, familia Trogidae. Fue descrita científicamente por Thomas Say en 1824.
Esta especie se encuentra en Misuri, Texas y Kansas, también en México (Chihuahua, Coahuila, Distrito Federal, Durango, Morelos, Nuevo León, Puebla y Sonora).